# Grand Prix Formule 1 van Duitsland 1984
De Grand Prix Formule 1 van Duitsland 1984 werd verreden op 5 augustus op de Hockenheimring. Het was de elfde race van het seizoen.

## Uitslag
| Positie | Nummer | Rijder             | Team              | Ronden | Tijd/Opgave         | Startplaats | Punten |
| ------- | ------ | ------------------ | ----------------- | ------ | ------------------- | ----------- | ------ |
| 1       | 7      | Alain Prost        | McLaren-TAG       | 44     | 1:24:43.210         | 1           | 9      |
| 2       | 8      | Niki Lauda         | McLaren-TAG       | 44     | + 3.149             | 7           | 6      |
| 3       | 16     | Derek Warwick      | Renault           | 44     | + 36.423            | 3           | 4      |
| 4       | 12     | Nigel Mansell      | Lotus-Renault     | 44     | + 51.663            | 16          | 3      |
| 5       | 15     | Patrick Tambay     | Renault           | 44     | + 1:11.949          | 4           | 2      |
| 6       | 28     | René Arnoux        | Ferrari           | 43     | + 1 Ronde           | 10          | 1      |
| 7       | 26     | Andrea de Cesaris  | Ligier-Renault    | 43     | + 1 Ronde           | 11          |        |
| 8       | 25     | François Hesnault  | Ligier-Renault    | 43     | + 1 Ronde           | 17          |        |
| 9       | 21     | Huub Rothengatter  | Spirit-Hart       | 40     | + 4 Rondes          | 24          |        |
| DSQ     | 3      | Stefan Johansson   | Tyrrell-Ford      | 42     | Gediskwalificeerd   | 26          |        |
| DNF     | 14     | Manfred Winkelhock | ATS-BMW           | 31     | Versnellingsbak     | 13          |        |
| DNF     | 23     | Eddie Cheever      | Alfa Romeo        | 29     | Motor               | 18          |        |
| DNF     | 2      | Teo Fabi           | Brabham-BMW       | 28     | Turbo               | 8           |        |
| DNF     | 1      | Nelson Piquet      | Brabham-BMW       | 23     | Versnellingsbak     | 5           |        |
| DNF     | 22     | Riccardo Patrese   | Alfa Romeo        | 16     | Benzinesysteem      | 20          |        |
| DNF     | 24     | Piercarlo Ghinzani | Osella-Alfa Romeo | 14     | Elektrisch probleem | 21          |        |
| DNF     | 30     | Jo Gartner         | Osella-Alfa Romeo | 13     | Turbo               | 23          |        |
| DNF     | 27     | Michele Alboreto   | Ferrari           | 13     | Motor               | 6           |        |
| DNF     | 10     | Jonathan Palmer    | RAM-Hart          | 11     | Turbo               | 25          |        |
| DNF     | 6      | Keke Rosberg       | Williams-Honda    | 10     | Elektrisch probleem | 19          |        |
| DNF     | 5      | Jacques Laffite    | Williams-Honda    | 10     | Motor               | 12          |        |
| DNF     | 18     | Thierry Boutsen    | Arrows-BMW        | 8      | Motor               | 15          |        |
| DNF     | 11     | Elio de Angelis    | Lotus-Renault     | 8      | Turbo               | 2           |        |
| DNF     | 9      | Philippe Alliot    | RAM-Hart          | 7      | Oververhitting      | 22          |        |
| DNF     | 19     | Ayrton Senna       | Toleman-Hart      | 4      | Ongeluk             | 9           |        |
| DNF     | 17     | Marc Surer         | Arrows-BMW        | 1      | Turbo               | 14          |        |
| DNQ     | 4      | Mike Thackwell     | Tyrrell-Ford      |        |                     |             |        |

## Statistieken
| Pole-position | Alain Prost | McLaren-TAG | 1:47.012 |
| Snelste ronde | Alain Prost | McLaren-TAG | 1:53.538 |

1931 · 1932 · 1934 · 1935 · 1936 · 1937 · 1938 · 1939 · 1951 · 1952 · 1953 · 1954 · 1956 · 1957 · 1958 · 1959 · 1961 · 1962 · 1963 · 1964 · 1965 · 1966 · 1967 · 1968 · 1969 · 1970 · 1971 · 1972 · 1973 · 1974 · 1975 · 1976 · 1977 · 1978 · 1979 · 1980 · 1981 · 1982 · 1983 · 1984 · 1985 · 1986 · 1987 · 1988 · 1989 · 1990 · 1991 · 1992 · 1993 · 1994 · 1995 · 1996 · 1997 · 1998 · 1999 · 2000 · 2001 · 2002 · 2003 · 2004 · 2005 · 2006 · 2008 · 2009 · 2010 · 2011 · 2012 · 2013 · 2014 · 2016 · 2018 · 2019